# Tierhaltung

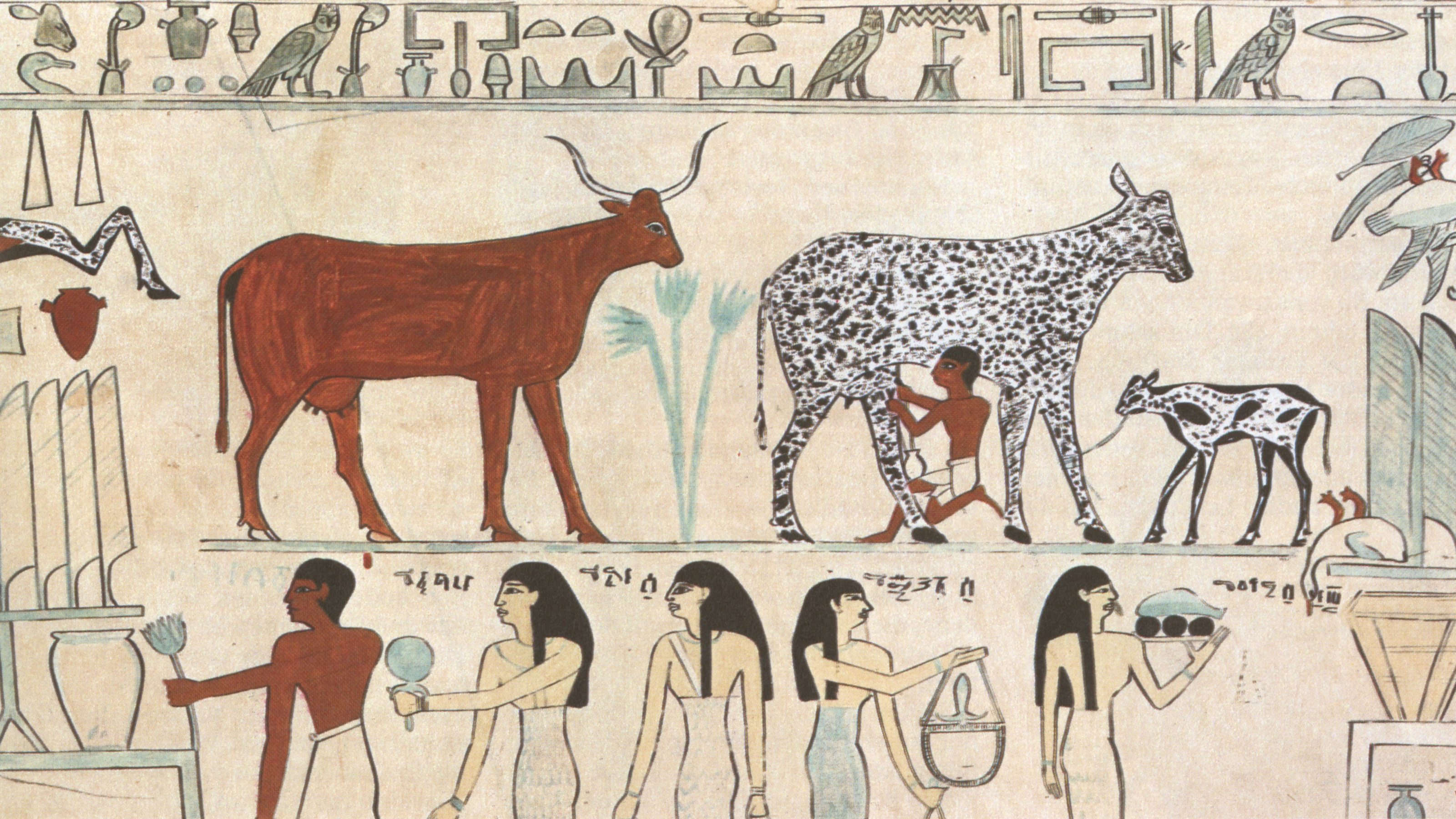
Tierhaltung, altes Ägypten

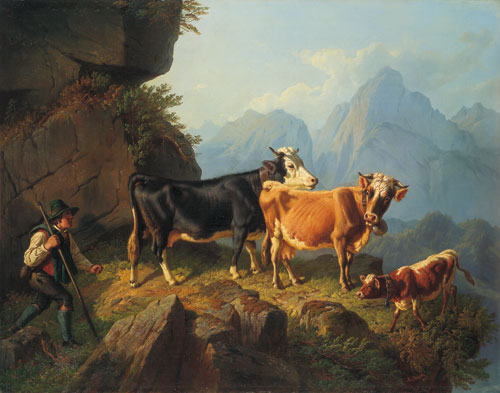
Anton Braith: Romantische Darstellung der Tierhaltung im Alpenraum um 1860

Tierhaltung bezeichnet die eigenverantwortliche Sorge des Menschen für ein Tier, über das er die tatsächliche oder rechtliche Verfügungsgewalt hat. Kernaspekte der Tierhaltung sind die Ernährung, Pflege und Unterbringung des Tieres. Man unterscheidet im Wesentlichen die Haltung von Nutztieren, Heimtieren und Wildtieren.

## Kategorien nach Art der gehaltenen Tiere

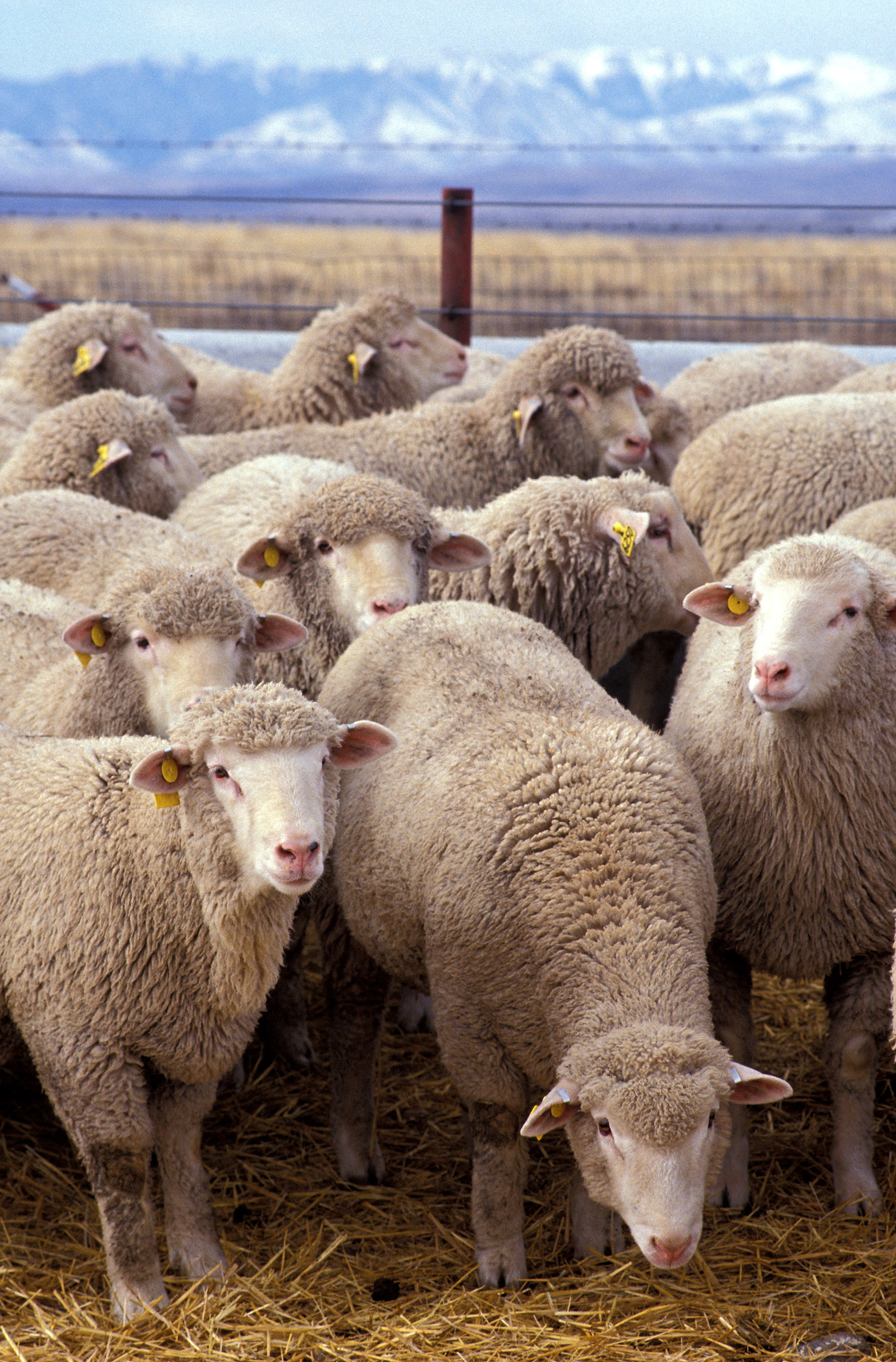
Nutztierhaltung von Schafen zur Wollproduktion

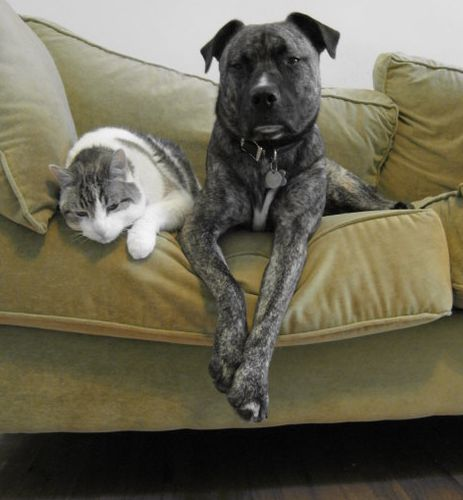
Katze und Hund sind die verbreitetsten Heimtiere

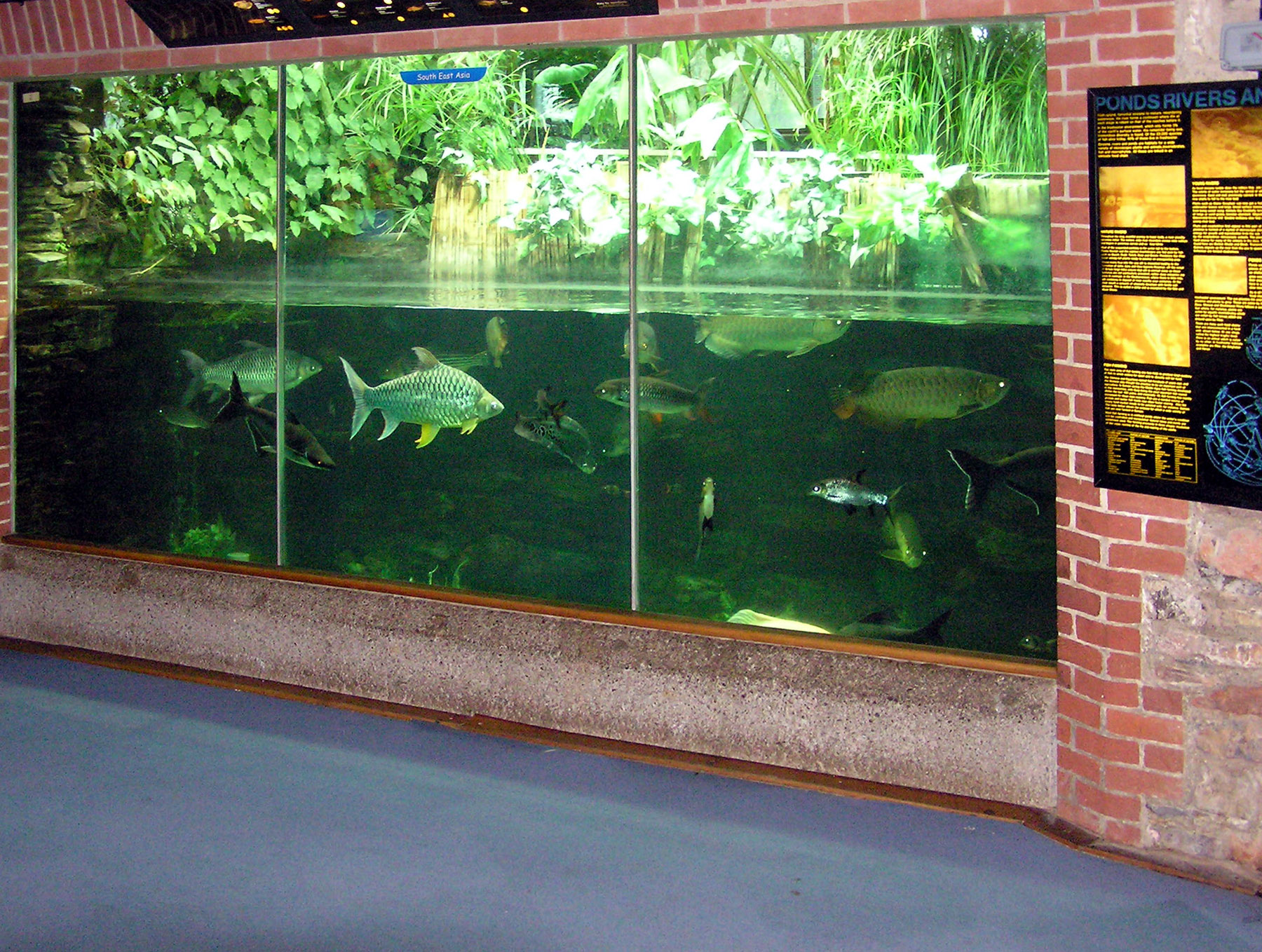
Wildtierhaltung: Aquarium im Zoo von Bristol

Primär wird zwischen drei Kategorien – der Nutz-, der Heim- und der Wildtierhaltung – unterschieden. Während Wildtiere nie domestiziert sind, sind Nutztiere meist Haustiere. Heimtiere können domestiziert sein.

### Nutztierhaltung
Die Nutztierhaltung ist die Haltung von Tieren aus ökonomischen Gründen (Nahrungsversorgung, Rohstoffquelle, Transport- und Fortbewegungsmittel).
Ein besonderes Kennzeichen ist die Züchtung regionaler oder der Nachfrageentwicklung angepasster Rassen und deren Weiterentwicklung über die Zeit:
Nach dem verfolgten Zweck lassen sich folgende Arten von Nutztierhaltung unterscheiden:
- die Haltung von Tieren, um deren Arbeitsleistung zu nutzen
  - Arbeits- und Tragtiere (Pferd, Esel, Kamel, Lama, Elefant usw.)
  - Wachtiere (Hund)
  - Assistenztiere (Blindenhund, Warnratten für Diabetiker)
  - Tiere zum Auffinden von Personen oder Sachen (Hunde und Ratten zum Aufspüren von Drogen, Sprengstoff, Kampfmitteln, Krankheiten oder Vermissten)
  - Jagdhelfer (z. B. Jagdhund, Greifvögel bei der Beizjagd)
  - Nützlinge zur Schädlings- und Ungezieferbekämpfung (überwiegend Spinnentiere und Insekten; siehe auch Biologische Schädlingsbekämpfung)
  - Tieren zur Bestäubung von Pflanzen (Insekten, Vögel)

- die Haltung von Tieren zur Tierproduktion (diese wiederum unterschieden in Tierzucht und Tiermast)
  - Häufig wird das Fleisch der produzierten Tiere als Nahrungs- oder Futtermittel (siehe hierzu Futtertier) genutzt. Die statistischen Angaben zum Pro-Kopf-Verzehr beziehen sich auf Deutschland (Stand 2024):
    - Schweine: Pro-Kopf-Verzehr von Schweinefleisch: 28,4 kg im Jahr, was 54 Prozent der gesamten verzehrten Fleischmenge entspricht[2]
    - Geflügel: Pro-Kopf-Verzehr von Geflügelfleisch: 13,6 kg/Jahr[2]
    - Rind: Pro-Kopf-Verzehr von Rindfleisch: 9,3 kg/Jahr[2]
    - Schaf: Pro-Kopf-Verzehr von Schafs- und Ziegenfleisch: 0,5 kg/Jahr
    - Eine untergeordnete Rolle bei der Fleischerzeugung spielen (in Deutschland) u. a. Pferdefleisch, Fleisch vom Hausesel, Kamelfleisch, Kaninchenfleisch, Straußenfleisch etc., von denen in Deutschland pro Kopf rund 0,7 kg im Jahr verzehrt wurden[2]
    - Einen Sonderfall stellt die Produktion von Fischen, Garnelen und Muscheln in Aquakulturen dar, da hier die Tierhaltung – anders als bei den vorgenannten Tierarten – teilweise noch immer mit dem Wildfang konkurriert.
    - Seit Beginn des 21. Jahrhunderts gewinnt auch die Produktion von Speiseinsekten an Bedeutung; auch hierbei handelt es sich aber um einen Nischensektor.

  - Zusätzlich oder in Kombination mit dem Fleisch werden auch folgende tierische Produkte wirtschaftlich genutzt, dazu zählen:
    - Eier; Geflügel und Fischeier (z. B. Kaviar vom Stör oder Seehasen)
    - Milch (u. a. von Rindern, Schafen und Ziegen)
    - Leder (u. a. von Schweinen, Rindern, Pferden, Schafen und Ziegen sowie Reptilien)
    - Federn (Geflügel)
    - Honig, Bienenwachs, Propolis (Imkerei)
    - Pelze (Pelztierzucht)
    - Seide (Seidenraupenzucht)
    - Pharmazeutische Stoffe, Gifte (u. a. Reptilien- und Insektenproduktion)

- die Haltung von Nutztieren für die medizinische Forschung und Grundlagenforschung
  - zur Verwendung bei Tierversuchen (In Deutschland wurden 2023 insgesamt 1,46 Millionen Versuchstiere, darunter 80 Prozent Nagetiere, überwiegend Farbmäuse[3])

Landwirtschaftliche Nutztierhaltung wird auch als Viehhaltung bezeichnet. Hier unterscheidet man:
- die extensive Tierhaltung von der intensiven Tierhaltung, wobei Letztere agrargeschichtlich erst seit relativ kurzer Zeit in den entwickelten Ländern an Bedeutung gewonnen hat.
- die konventionelle Tierhaltung von der ökologischen Tierhaltung.

### Heimtierhaltung
Die Heimtierhaltung ist die Haltung von Tieren jeglicher Art – also von Wild-, Nutz- aber auch Haustieren – in privaten Haushalten. Heimtiere können sowohl domestizierte Nutz- oder Haustiere, als auch nicht domestizierte Wildtiere sein.

### Wildtierhaltung
Die Wildtierhaltung ist die Haltung wilder, nicht domestizierter Tiere aus einer Vielzahl unterschiedlicher und in der Geschichte sich stetig wandelnder Gründe (Fleischgewinnung, Prestige, Unterhaltung, Liebhaberei, Jagd, Wissenschaft, Bildung, Natur- und Artenschutz):
- Landwirtschaftliche Wildhaltung
- Aquafarming (es sind keine „Hausaustern“, „Hausgarnelen“ oder „Hauslachse“)
- Zootierhaltung (Zoos, Menagerien, Meeres-Themenparks und Delphinarien)
- Aquaristik (Aquarien, Vivarien)

Auch die Gehegehaltung von Hirschen (insb. Rot-, Damhirsch und Reh) zur Erzeugung von Wildfleisch rechnet man noch zur Wildtierhaltung – hier beginnen die Grenzen zur Nutztierhaltung zu verschmelzen; auch Hirsche werden heute züchterisch domestiziert. Dasselbe gilt analog für Pelztiere.

Die Haltung von Tieren für die Gewinnung medizinischer und pharmazeutischer Präparate liegt ebenfalls im Grenzbereich: Die Haltung von Schlangen zur Gewinnung von Gegengiften oder Affen für medizinische Forschung ist noch der Wildtierhaltung zuzurechnen, andere Tiere sind mehr oder weniger domestiziert oder auf dem Weg zur Domestizierung.

## Organisationsformen der Tierhaltung

Zahl der landwirtschaftlichen Betriebe mit Tierhaltung in Deutschland, 2010–2020. In nur einer Dekade sind Zehntausende Betriebe mit Tierhaltung verschwunden und durch größere Betriebe ersetzt worden. Quelle: Fleischatlas 2021, Urheber: Bartz/Stockmar, Lizenz: CC BY 4.0

Je nach dem angestrebten Ziel der Tierhaltung, aber auch nach den Bedürfnissen der gehaltenen Tiere, haben sich unterschiedliche Arten der Tierhaltung entwickelt.

## Rechtliche Bestimmungen
Die rechtlichen Bestimmungen zur Tierhaltung kann man grob in Normen, die das Verhältnis zwischen Privatleuten regeln (Zivilrecht), und Normen, bei denen der Staat dem Bürger etwas im Verhältnis der Über- und Unterordnung vorschreibt (öffentliches Recht), einteilen. Im Zivilrecht spielt insbesondere das Haftungsrecht eine wichtige Rolle, aber auch andere Bereiche, wie das Mietrecht können wichtig sein. Im öffentlichen Recht finden sich Regelungen zur Haltung von Tieren insbesondere im Gefahrenabwehrrecht, aber auch im Naturschutz- und Artenschutzrecht.

### Haftungsrecht (Deutschland)
Bei der Tierhaltung besteht in Deutschland die so genannte Tierhalterhaftung.
Nach dieser kann der Tierhalter für die Schäden haftbar gemacht werden, die sein Tier anrichtet. Dies betrifft die zivilrechtliche Verantwortlichkeit für wirtschaftliche Schäden im Schuldrecht, genauer im Deliktsrecht bzw. Haftungsrecht (im Gegensatz zur öffentlich-rechtlichen Verantwortlichkeit im Gefahrenabwehrrecht). Sie ist in § 833 des Bürgerlichen Gesetzbuches (BGB) geregelt.
Schäden durch kleine Haustiere sind durch die Privathaftpflichtversicherung abgedeckt, für Hunde und Pferde gibt es Tierhalterhaftpflichtversicherungen, die in manchen Landesgesetzen für Hunde sogar vorgeschrieben sind.

#### Der Begriff Tierhalter
Die Tierhalterhaftung knüpft am Begriff des Tierhalters an. Halter des Tieres ist derjenige, der normalerweise über das Tier bestimmen kann (Bestimmungsmacht), der aus eigenem Interesse für die Kosten (Unterhaltung) des Tieres aufkommt, dem allgemein die Vorteile des Tieres (Wert und Nutzen) zugutekommen und der das wirtschaftliche Risiko des Verlustes des Tieres (Verlustrisiko) trägt.
Der Begriff Tierhalter ist dabei nicht mit dem Begriff Eigentümer gleichzusetzen. In der Praxis ist der Halter aber regelmäßig der Eigentümer oder jemand, der sich wie ein Eigentümer verhält. Einen häufigen Unterschied zum Besitz (im Sinne des BGB) könnte man in der Dauerhaftigkeit des Verhältnisses vom Tierhalter zum Tier sehen: Wer sich einen Hund zum Spazierengehen ausleiht, wird zwar Besitzer, aber nicht Tierhalter.

#### Gefährdungshaftung (§833 S.1 BGB) und Haftung für vermutetes Verschulden (§833 S.2 BGB)
Grundsätzlich haftet ein Tierhalter für Schäden, die sein Tier verursacht. Das ist beispielsweise der Fall, wenn ein Pferd ausschlägt oder beißt oder wenn ein Hund einen Dritten anspringt oder beißt. Grund für diese verschuldensunabhängige Haftung ist die dem unberechenbaren tierischen Verhalten eigentümliche Gefahr (spezifische Tiergefahr).
Dagegen liegt kein Fall der Tierhalterhaftung vor, wenn ein Tier sich unter der Leitung eines Menschen befindet und dem Willen dieses Menschen gehorcht. Dies wäre beispielsweise dann der Fall, wenn ein Reiter (nicht der Halter) bewusst einen Dritten überreitet oder jemand dem Hund des Tierhalters befiehlt, einen Dritten zu beißen (gehetzter Hund).
Die Haftung nach § 833 Satz 1 BGB tritt als sogenannte „Gefährdungshaftung“ auch ohne Verschulden des Halters ein. Nur, wenn
„der Schaden durch ein Haustier verursacht wird, das dem Beruf, der Erwerbstätigkeit oder dem Unterhalt des Tierhalters zu dienen bestimmt ist“ (§ 833 Satz 2 BGB),
hat der Halter die Möglichkeit, einen Entlastungsbeweis zu führen (Exkulpation). Die Haftung tritt in diesem Falle nicht ein, wenn der Halter des zahmen Nutztiers beweisen kann, dass er die erforderliche Sorgfalt aufgewandt hat oder der Schaden auch durch die erforderliche Sorgfalt nicht hätte abgewendet werden können. Haltern so genannter Luxustiere oder Wildtiere steht dieser Entlastungsbeweis nicht offen, sie haften immer verschuldensunabhängig.

### Öffentliches Recht (insbes. Gefahrenabwehrrecht)
Welche Tiere überhaupt gehalten werden dürfen, richtet sich vor allem danach, ob diese Tiere konkret oder abstrakt gesehen eine Gefahr darstellen. Daher bestimmt sich dies in erster Linie nach dem Gefahrenabwehrrecht, auch Polizeirecht genannt (Teil des Öffentlichen Rechts). Das Gefahrenabwehrrecht ist in Deutschland fast immer Ländersache.
Allgemeine Regelungen zur Tierhaltung finden sich im Tierschutzrecht. Die Haltung von Wildtieren kann darüber hinaus durch Vorschriften des Artenschutzes eingeschränkt sein. So ist für viele Arten die legale Haltung durch eine Bescheinigung nach dem Washingtoner Artenschutzübereinkommen, in EU-Recht umgesetzt durch die Verordnung (EG) Nr. 338/97 erforderlich (meist, nach der englischen Abkürzung „CITES-Bescheinigung“ genannt).

#### Landesrecht (Deutschland)
Welche Arten als Heimtiere gehalten werden dürfen, entscheiden somit vor allem die Bundesländer. Als erstes Land führte Hessen im Zuge der Änderung des Hessischen Gesetzes über die öffentliche Sicherheit und Ordnung im Oktober 2007 ein Verbot der Wildtierhaltung ein. Unter dieses Gesetz fallen neben mehreren Skorpion- und Giftspinnenarten vor allem Reptilien wie Krokodile sowie einige Würge- und zahlreiche Giftschlangenarten. Die Verordnung gilt ausschließlich für die Haltung zu privaten und nichtgewerblichen Zwecken. Somit fallen Zoos nicht unter diese Regelung. Für Tiere, die sich bei Inkrafttreten der Gesetzesänderung bereits in Privatbesitz befanden, gilt Bestandsschutz mit Anzeigepflicht.

#### Bundesrecht (Deutschland) und europäisches Recht
Seit einigen Jahren gibt es in der Europäischen Union (EU) und Deutschland rechtliche Bestimmungen, die eine Vielzahl (aber nicht alle) von Formen der Wildtierhaltung regeln. Zweck dieser Regelungen ist nicht nur der Schutz von Menschen vor Tieren, sondern insbesondere der Schutz der individuellen Tiere bzw. Arten vor dem Menschen (Tierschutzrecht und Natur- bzw. Artenschutzrecht). So besteht seit 1999 in der EU die Richtlinie über die Haltung von Wildtieren in Zoos. In Deutschland regelt seit März 2002 der § 51 des Gesetzes zur Neuregelung des Rechts des Naturschutzes und der Landschaftspflege und zur Anpassung anderer Rechtsvorschriften (BNatSchGNeuregG) bzw. die einzelnen Naturschutzgesetze der Bundesländer alle Angelegenheiten, die die Tierhaltung in zoologischen Gärten betreffen. Waren Zoos vorher praktisch Einrichtungen ohne gesetzliche Kontrollinstanz, müssen sie seither bei Verstößen einzelne Tierarten abgeben oder können sogar geschlossen werden.

## Geschichte der Tierhaltung
Zur Erforschung der Frühgeschichte der Tierhaltung, vor der Existenz schriftlicher Quellen dazu, existieren zwei Quellen: Genetische Daten an domestizierten Arten und ihren wilden Verwandten (und seit wenigen Jahren durch Auswertung von aDNA aus subfossilen Resten wie Knochen) und die Ergebnisse archäologischer Ausgrabungen Obwohl es nach neuzeitlichen Begegnungen mit Menschen aus Jäger-und-Sammler-Kulturen wahrscheinlich erscheint, dass diese möglicherweise auch schon früher gelegentlich Wildtiere (wie etwa Papageien) fingen, zähmten und als Haustiere hielten, ist dies aus den Befunden nicht erkennbar und wird wahrscheinlich nie nachweisbar sein. Die einzige Tierart, deren regelmäßige Haltung (und Domestizierung) vor der neolithischen Revolution überhaupt nachweisbar ist, ist der domestizierte Hund. Alle anderen Formen der Tierhaltung gehen vermutlich erst auf die Jungsteinzeit zurück. Die Datenlage, ob die Tierhaltung dem Ackerbau zeitlich voranging oder umgekehrt, ist widersprüchlich; soweit rekonstruierbar, haben beide Kulturtechniken parallel zueinander begonnen. Obwohl die Haltung verschiedener Tierarten zu verschiedenen Zeiten und in verschiedenen Regionen begonnen hat, haben sich den Daten nach drei Ursprungsregionen mit besonderer Bedeutung herauskristallisiert: Der „fruchtbare Halbmond“ im Nahen Osten, Nordchina und die Anden Südamerikas. Soweit rekonstruierbar, ging dabei eine sesshafte Lebensweise mit permanenter Besiedlung von Dörfern der Erfindung der Landwirtschaft voraus, sie war also nicht deren Folge. Im gut erforschten Nahen Osten ist nachweisbar, dass zur Zeit der beginnenden Landwirtschaft die Häufigkeit der beliebtesten Arten von Jagdbeute stark zurückging. In der Forschung wird daher vielfach ein Modell favorisiert, dass, ausgehend von großen, organisierten Treibjagden, dazu führte, dass zunächst einige erbeutete Tiere am Leben gelassen wurden, um den Vorrat zu strecken, diese nach und nach immer länger und schließlich ganzjährig gehalten worden sind. (Solche organisierten Treibjagden sind durch kilometerlange Trockenmauerzüge, wohl zum Fang wandernder Gazellen wie der Dorkasgazelle, archäologisch nachgewiesen.) Die Haltung wäre demnach der Domestizierung zeitlich vorangegangen, diese wäre zunächst mehr oder weniger unbeabsichtigt abgelaufen (zur zeitlichen Abfolge siehe auch unter Domestizierung). Zusätzlich hätten einige Tierarten (der Wolf, aber möglicherweise auch das Wildschwein) selbst die Nähe zum Menschen gesucht, da sie an seinen Siedlungsplätzen mehr Nahrung fanden, sie hätten sich also mehr oder weniger im Wechselspiel mit dem Menschen von selbst domestiziert.
Alle frühen Haustierarten standen noch Jahrhunderte bis Jahrtausende mit den Wildtieren ihrer Stammart in genetischem Kontakt, eine bewusste Zucht kann erst viel später eingesetzt haben, folgte also der Tierhaltung, manchmal jahrhundertelang, nach. Erst als Haustiere einmal bekannt waren, wäre der Mensch schließlich auf die Idee gekommen, auch bewusst zu versuchen, weitere Tierarten in seine Obhut zu nehmen.
Die neolithischen Kulturtechniken Ackerbau und Tierhaltung nahmen, von den Ursprungsgebieten ausgehend, ihren Weg in fast alle übrigen Landschaften der Erde. Aufgrund der genetischen Daten hat sich dabei herausgestellt, dass ihre Ausbreitung stärker auf Wanderungsbewegungen von Menschengruppen zurückging, die ihre Tiere mit sich führten. Lebten wilde Verwandte im neuen Lebensraum, trugen deren Gene durch gelegentliche Kreuzung über Introgression zum Genpool der Haustierart bei. Daneben ist es auch zu einer Ausbreitung durch Nachahmung (Kulturtransfer, kulturelle Diffusion) gekommen. Einige Kulturen gaben später den Ackerbau zugunsten der Tierhaltung ganz wieder auf, diese Hirtenvölker entwickelten sich dann manchmal zu sekundären Nomaden.

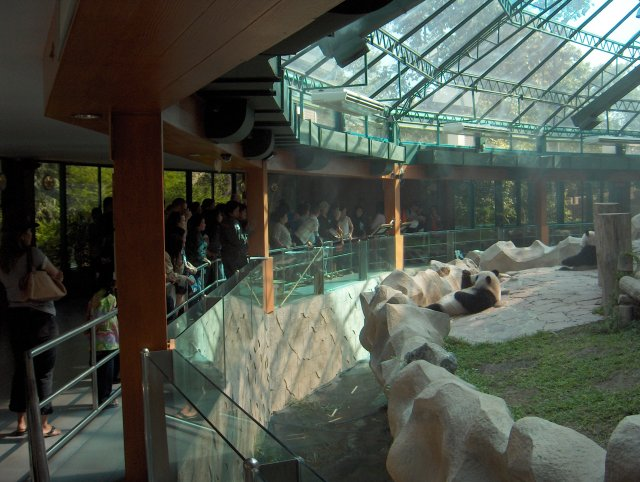
Pandagehege im Zoo Chiang Mai

Nur Kulturen, die Arbeitsteilung entwickelt hatten und eine komplexe Herrschaftshierarchie besaßen, konnten die materiellen und personellen Ressourcen zu einer reinen Wildtierhaltung aufbringen. Die Tiere verbleiben dabei nur unter bestimmten Sicherheitsbedingungen in menschlicher Obhut. Die Wildtierhaltung diente in den meisten Fällen der Darstellung von Macht und Reichtum. Bei einigen Tierarten wie dem heute von der Ausrottung bedrohten Geparden hat dies zu einer massiven Verringerung des Gesamtbestands der Tiere geführt.
Erst mit der Etablierung naturwissenschaftlicher Disziplinen im 18. und vor allem 19. Jahrhundert änderten sich die Gründe und Ziele der Wildtierhaltung. Die Gründer der ersten Zoologischen Gärten traten mit dem Anspruch auf, wissenschaftliche Einrichtungen zu gründen. So verweist der Name „Zoologischer Garten“, der erstmals 1828 in London Verwendung fand, auf diesen wissenschaftlichen Anspruch. Die Aufgaben der Zoos haben sich im Laufe der Geschichte stetig weiterentwickelt. Heutige, wissenschaftlich geleitete Zoos definieren ihre Aufgaben als Naturschutz (Artenschutz), Bildung, Forschung und Erholung.

## Tierhaltung in der Kritik

### Tierschutzaspekte

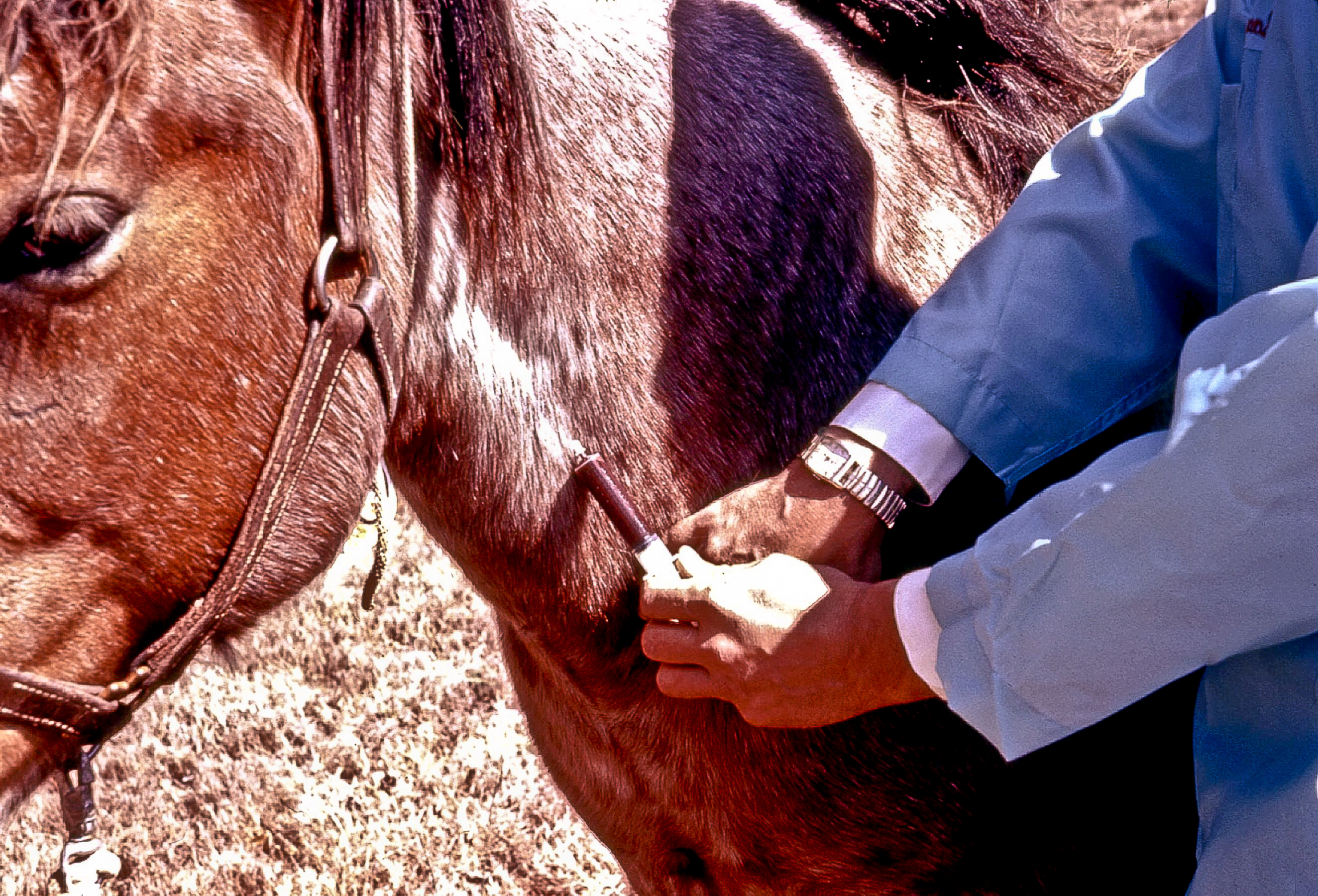
Das Hormon PMSG zur Steigerung der Fruchtbarkeit bei Schweinen wird durch Blutabnahme bei trächtigen Pferden gewonnen

Die verschiedenen Formen der Tierhaltung standen und stehen ständig in der Kritik. So gibt es heute ein breites Spektrum von kompromissbereiten bis hin zu militanten Gegnern bestimmter Tierhaltungsformen – Tierschützer, Tierrechtler und Tierbefreier, aber auch Menschen, die selbst Tiere halten und deren Bedingungen verbessern wollen. Sowohl die Verantwortlichen für Massentierhaltung als auch diejenigen für die Zoologischen Gärten haben sich mit der Kritik auseinandergesetzt. In Großbritannien hat die Kritik von Tierschützern so zur Schließung aller Delphinarien geführt. Im Jahr 2004 verbot die belgische Regierung die Haltung von Wildtieren im Zirkus. Weitgehend unumstritten dagegen ist im öffentlichen Diskurs die Heimtierhaltung, obwohl auch hier bestimmte Haltungsbedingungen Anlass zur Kritik sein können.

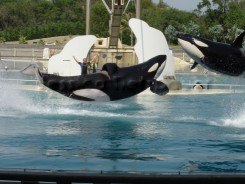
Schau mit Schwertwalen in Marineland (Frankreich)

Im Zusammenhang mit der Kritik an der Tierhaltung werden oft die Begriffe „artgemäß“ oder „artgerecht“ verwendet, die sinngemäß identisch sind. Der Begriff „artgerechte Haltung“ ist relativ, da er für jede Tierart neu definiert werden muss und somit als Kategorisierung einer bestimmten Haltungsform nicht ausreicht. Zudem wird durch neue Erkenntnisse der Verhaltensbiologie und durch Einsichten von Tierhaltern der Begriff trotz feststehender Kriterien in Bezug auf eine bestimmte Tierart ständig neu festgelegt.
Umstritten ist auch der Einsatz von Antibiotika in der Tierhaltung. Durch diese Wirksubstanzen können sich resistente Krankheitserreger entwickeln, die auf den Menschen übertragen und schwere, teilweise unbehandelbare Infektionen auslösen können. Deswegen schränkte die Europäische Arzneimittel-Agentur im Juli 2013 beispielsweise den Gebrauch von Reserveantibiotika in der Tierhaltung ein. So sollte Colistin weiterhin nur zur Behandlung erkrankter Tiere verwendet werden und nicht zur Prävention von Erkrankungen. Tigecyclin, aus der Klasse der Glycylcycline, sollte demnach in der Viehhaltung nicht verwendet werden. Andererseits wäre es ein Verstoß gegen das Tierschutzgesetz, erkrankte Tiere nicht dem Stand der Wissenschaft entsprechend zu behandeln.
Ebenso wie Antibiotika geraten diverse medikamentöse Behandlungen in die Kritik, die nicht der Krankheitsbehandlung dienen, sondern eingesetzt werden, um etwa die Milchleistung, den Fleischzuwachs oder die Fruchtbarkeit zu erhöhen oder regulierend zu beeinflussen. Dazu werden häufig Hormonpräparate eingesetzt, etwa das Sexualhormon Pregnant mare serum Gonadotropin (PMSG), das aus dem Blut trächtiger Stuten gewonnen wird.
Die Haltung von Wildtieren wird von Tierrechtlern mitunter auch als Gefangenschaftshaltung bezeichnet.

### Umweltschutzaspekte
Nach einer Studie des Weizmann-Instituts für Wissenschaften stellen Nutztiere bereits 60 % der Biomasse aller Säugetiere der Erde dar. Weitere 36 % entfallen auf den Menschen. Lediglich 4 % der Biomasse aller Säugetiere entfallen auf wildlebende Säugetiere in freier Natur. Die Einflusssphäre des Menschen dehnt sich immer weiter aus. Bereits 83 % der frei lebenden Säugetiere wurden seit Beginn der menschlichen Zivilisation ausgerottet. Einer der Hauptgründe hierfür ist die Tierhaltung und der damit verbundene Futtermittelanbau. Der Lebensraum für frei lebende Tiere wird immer kleiner.
Weltweit gesehen werden 75 % der Produktion von Soja und Mais für die Herstellung von Futtermitteln verwendet, vor allem für die Mast von Geflügel und Schweinen. Die Hauptkonsumenten sind China, die EU, USA und Brasilien. Der Fleischverbrauch in den entwickelten Ländern in Verbindung mit der wachsenden Weltbevölkerung führt zu einer Ungleichverteilung des weltweiten Ackerlandes. im Jahr 2050 wird ein Viertel der Weltbevölkerung dreimal soviel Ackerland pro Person beanspruchen als der Rest. Der zunehmende Anbau von Futtermitteln zerstört Wälder, Ökosysteme und führt zur Verminderung der Biodiversität.
Insbesondere die Zerstörung von Wäldern ist einer der Hauptfaktoren für den menschengemachten Klimawandel. Etwa ein Drittel der menschengemachten CO2-Emission ist auf Entwaldung zurückzuführen.
Nicht nur die Haltung von Nutztieren belastet die Umwelt; auch Heimtiere stellen einen wesentlichen Faktor dar.
| Heimtier                                              | Footprint in ha/Jahr |
| ----------------------------------------------------- | -------------------- |
| Deutscher Schäferhund                                 | 0,36                 |
| Collie                                                | 0,27                 |
| Scotch Terrier                                        | 0,18                 |
| Katze die jagen darf                                  | 0,15                 |
| Katze, nur im Haus                                    | 0,13                 |
| Chihuahua                                             | 0,09                 |
| Hamster                                               | 0,014                |
| Kanarienvogel                                         | 0,007                |
| Goldfisch                                             | 0,00034              |
| Autofahren 14.000 km,1,6 l Hubraum, Belegung 1 Person | 0,38                 |

In den USA werden 163 Millionen Haushunde und Hauskatzen gehalten. Sie konsumieren zusammen soviel Nahrungsenergie wie die ganze Bevölkerung Frankreichs. Wären sie eine Nation, stünden sie beim Fleischverbrauch an fünfter Stelle hinter Russland, Brasilien, den USA und China.
Nach einer Untersuchung der ESU-Services, Schaffhausen (Energie-Stoffe-Umwelt) belastet die Haltung eines Turnierpferdes in der Schweiz die Umwelt mit 2,4 t CO2 pro Jahr, die eines Hundes mit 1,0 t CO2 und die einer Katze mit 0,4 t CO2 pro Jahr. Eine Person kommt in der Schweiz derzeit auf durchschnittlich über 12 t CO2.
Nach dem Denkmodell des ökologischen Fußabdrucks stehen bei globaler Betrachtung rechnerisch jedem Menschen 0,72 Hektar (ha) an landwirtschaftlicher Fläche zur Verfügung. Die Haltung von Heimtieren kann den ökologischen Fußabdruck des Halters erheblich erhöhen.